# Чон Мён Сук
Чон Мён Сук (кор. 정명숙; род. 2 июня 1993) — спортсменка из КНДР, борец вольного стиля, многократный призёр чемпионата мира.
Родилась 2 июня 1993 года. В 2013 году была чемпионкой Азии среди юниоров. Чемпионка Азиатских игр 2018 года. В 2014, 2015 и 2018 годах завоёвывала бронзовые медали чемпионата мира. Участница Олимпийских игр 2016 года.